# Francesco Barozzi
Francesco Barozzi, em latim Franciscus Barocius (Creta, 9 de agosto de 1537 - Veneza, 23 de novembro de 1604), foi um astrônomo e matemático italiano.

## Biografia
Francesco Barozzi nasceu em uma família nobre veneziana com posses em Retimno, em Creta. Ele estudou matemática e filosofia na Universidade de Pádua. Em 1559 lecionou na mesma universidade. Barozzi defendia não apenas a utilidade da matemática, mas também o método matemático para a investigação e o treinamento sobre a natureza. Ele também traduziu e publicou obras matemáticas gregas antigas, como as de Proclo, Hero, Pappus e Archimedes. Barozzi possuía uma de suas mais belas coleções do século de antigos manuscritos matemáticos, adquiridos da Universidade de Oxford. Os interesses de Barozzi eram astrologia e também magia e feitiçaria. Ele foi julgado, condenado e penalizado pela inquisição veneziana pelo menos uma vez, mesmo estando livre em 1588. A cratera lunar Barocius é dedicada a Francesco Barozzi.

## Honras
A cratera lunar Barocius é dedicada a Francesco Barozzi.